# ضوء تكتيكي

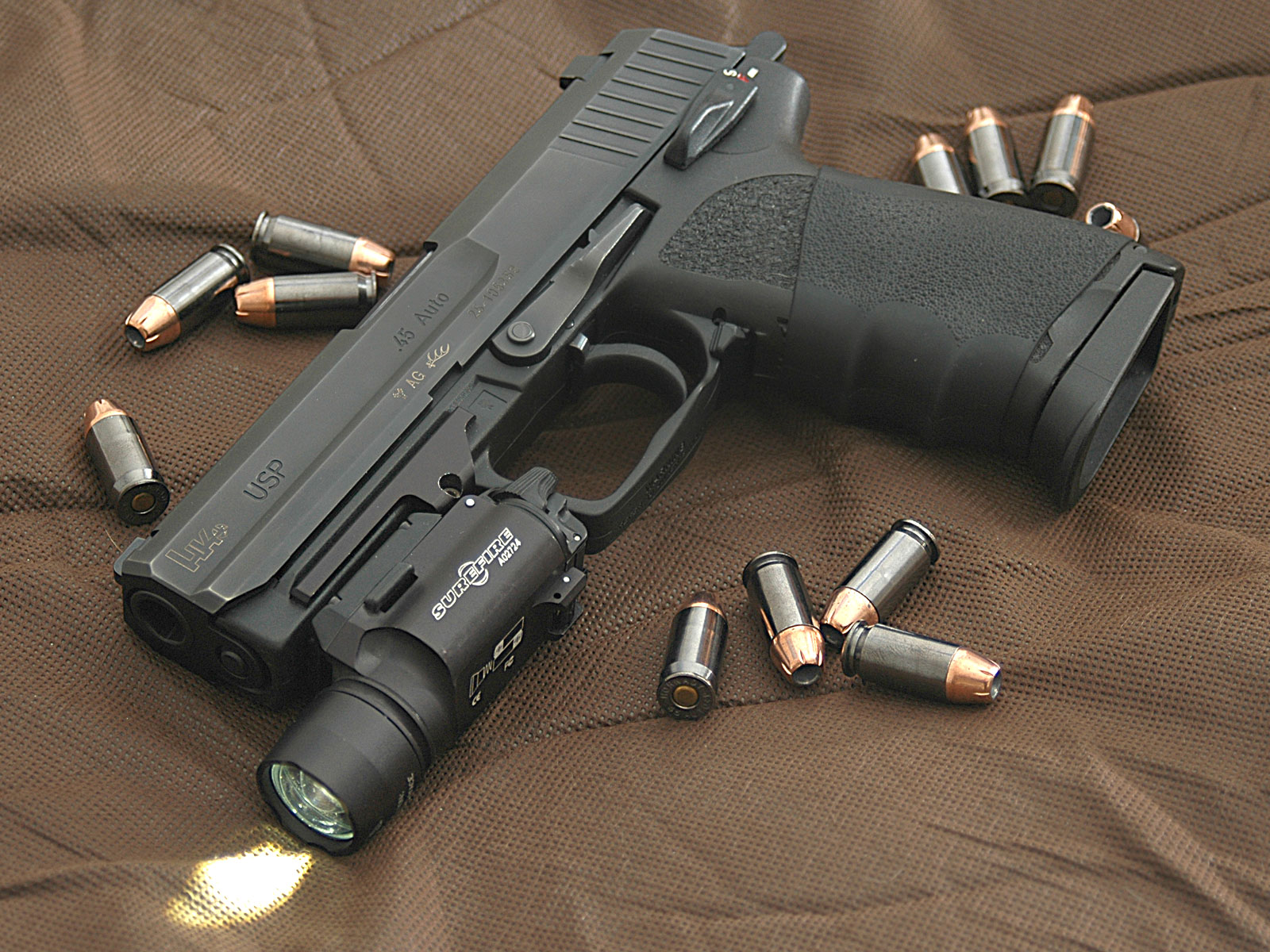
كشاف ضوئي مثبت على مسدس

الضوء التكتيكي أو ضوء السلاح هو مصباح يدوي يستخدم بالاشتراك مع سلاح ناري للمساعدة في تحديد الهدف في ضوء منخفض، مما يسمح للمستخدم بتوجيه السلاح وإضاءة الهدف في نفس الوقت. يمكن حمل الأضواء التكتيكية باليد أو تركيبها على السلاح بحيث يكون شعاع الضوء موازيا للفتحة. يمكن أيضًا استخدام الأضواء التكتيكية كسلاح غير قاتل، حيث تُستخدم لتعمية الأهداف وإرباكها مؤقتًا أو، في حالة وجود مصباح يدوي كبير، يمكن استخدامها كسلاح غير حاد
تتضمن الميزات المرتبطة بشكل خاص بالأضواء التكتيكية مقاومة الصدمات والموثوقية والبناء خفيف الوزن والبطاريات القوية طويلة الأمد وكثافة الضوء العالية. قد تحتوي الأضواء التكتيكية على مرشحات اختيارية لإنتاج ضوء ملون، وعدم جذب الحشرات، أو قد تصدر إشعاعات تحت الحمراء فقط للاستخدام مع معدات الرؤية الليلية. يمكن أيضًا إضافة مشهد الليزر إلى الضوء التكتيكي المثبت على السلاح.

## أضواء محمولة باليد
يقتصر استخدام الأضواء المحمولة بشكل عام على المسدسات، حيث تتطلب الأسلحة الطويلة مثل البنادق والبنادق استخدام يدين لتشغيلها. في حين أن أي مصباح يدوي تقريبًا يمكن أن يؤدي دور الضوء التكتيكي مع التقنية المناسبة، فإن بعض الميزات تتكيف بسهولة أكبر مع هذا الدور. نظرًا لأن المصباح اليدوي يجب أن يكون موثوقًا به وقويًا، فإن المصابيح اليدوية التكتيكية المتخصصة والأكثر تكلفة تُستخدم عمومًا من قبل ضباط إنفاذ القانون والجنود، بدلاً من الوحدات الاستهلاكية الرخيصة. يبيع بعض المصنعين أضواء مصممة خصيصًا للاستخدام كأضواء تكتيكية محمولة باليد. يعود تاريخ برامج تدريب الشرطة على إطلاق النار أثناء حمل مصباح يدوي إلى ثلاثينيات القرن العشرين على الأقل. 
لاستخدام الضوء المحمول كضوء تكتيكي، يتم حمل المسدس في يد واحدة، والضوء في اليد الأخرى. هناك مجموعة متنوعة من المواضع التي يمكن استخدامها للسماح بحمل الضوء والمسدس بشكل متوازي وتوفير الدعم المتبادل، أو يمكن حمل الضوء على جانب الجسم لتقديم هدف زائف للمهاجم المحتمل. نظرًا لأن السلاح والضوء غير متصلين ببعضهما البعض، فمن الممكن استخدام الضوء لإضاءة المناطق التي قد تحتوي أو لا تحتوي على هدف، دون توجيه السلاح إلى المنطقة. إذا تم اكتشاف هدف، يمكن توجيه المسدس بسرعة لتغطية الهدف.
يجب أن يكون المصباح اليدوي المخصص للاستخدام بهذه الطريقة مزودًا بتجهيزات لسهولة الاستخدام عند استخدامه مع مسدس. تحتوي بعض النماذج على جسم ضيق وحلقة مصممة لتناسب الأصابع، مما يسمح باستخدام الضوء في قبضة محكمة بكلتا اليدين على مسدس، مع التحكم في المفتاح عن طريق السحب للخلف بالأصابع على الحلقة. يمكن أيضًا استخدام النماذج التقليدية. تحتوي بعض المصابيح اليدوية على مفتاح تشغيل لحظي بحيث يتم إيقاف تشغيل الضوء بسرعة عن طريق تخفيف ضغط الإصبع على الزر. من الميزات المفيدة الأخرى هي القدرة على ربط حبل بالمصباح، مما يسمح بتأمين الضوء باليد التي تمسكه؛ وهذا يسمح بإسقاط الضوء إذا كانت هناك حاجة إلى اليد ( لتغيير مخزن الرصاص على سبيل المثال) واسترجاعه بسرعة.
غالبًا ما تستخدم الشرطة مصابيح يدوية كبيرة مثل D cell Maglite الكلاسيكي، وهي وحدة معدنية قوية والتي، عند حملها بشكل صحيح، يمكن أن تكون بمثابة هراوة بيلي ومصباح تكتيكي. يتم حمل المصباح اليدوي في اليد الضعيفة، مع تمديد الجزء الخلفي من المصباح اليدوي إلى ما بعد الإبهام. يتيح هذا للضوء أن ينعكس بسرعة، مما يؤدي إلى تأرجح الطرف الخلفي للضوء إلى الأمام لضرب الهدف أو صد ضربة. يمكن بعد ذلك استخدام اليد القوية لسحب السلاح الجانبي، ووضع اليدين ظهرًا لظهر لتوفير الدعم والإضاءة في وضع إطلاق النار. غالبًا ما تحتوي المصابيح التكتيكية الأصغر حجمًا على نتوءات تشبه التاج حول العدسة لتمكين استخدامها كسلاح بضربة قبضة المطرقة .

## أضواء مثبتة على الأسلحة
قُدمت المصابيح اليدوية عام 1900، مع توفر بطاريات الخلايا الجافة والمصابيح المتوهجة . كانت المصابيح المبكرة في كثير من الأحيان هشة للغاية بحيث لا تتمكن من تحمل تسارع ارتداد الأسلحة النارية. صدرت براءة اختراع أمريكية في عام 1912 لمشهد ليلي للأسلحة النارية، عُرض على مسدس بمصباح مثبت في ممتص صدمات أسفل البرميل ومقبض معدّل لحمل بطارية ويتضمن مفتاح ضغط.
توفر الأضواء المثبتة على الأسلحة إمكانية الاستخدام بدون استخدام اليدين، مما يترك للمشغل حرية استخدام كلتا يديه للتحكم في السلاح. بالنسبة للبنادق، هناك حاجة إلى اليدين لاستخدام السلاح. تحتوي معظم الموديلات على مفتاح تشغيل/إيقاف مثبت على سلك قصير. يتم بعد ذلك تثبيت المفتاح في مكان ما على البندقية في متناول أصابع مطلق النار. تُرى الأضواء المثبتة على الأسلحة عادةً على البنادق والبنادق والرشاشات، ولكن الأضواء التكتيكية الصغيرة أصبحت أكثر شيوعًا على المسدسات أيضًا. غالبًا ما تكون هذه الأضواء أكثر تكلفة بكثير من الأضواء المحمولة، حيث يجب أن تكون قوية بما يكفي لتحمل ارتداد السلاح الناري، كما أن أجهزة التثبيت المخصصة تضيف إلى السعر. أحد عيوب الضوء المثبت على السلاح هو أنه يستهدف دائمًا بشكل موازٍ للثقب، لذا فإن إضاءة جسم ما يعني أنه مستهدف أيضًا. وبسبب هذا، قد لا تكون الأضواء المثبتة على الأسلحة مناسبة بموجب بعض قواعد الاشتباك.
كانت الأضواء المثبتة على الأسلحة مخصصة لنماذج معينة من الأسلحة النارية، وإلى حد ما لا يزال هذا صحيحًا؛ على سبيل المثال، تصنع شركة SureFire أضواء مخصصة تحل محل الأجزاء الأمامية لبنادق Mossberg 500 و Benelli M3 ، والمدفع الرشاش إم بي 5، و البندقية إم 4 القصيرة . من ناحية أخرى، تتضمن العديد من الأسلحة النارية الحديثة أنظمة تكامل السكك الحديدية ، مما يسمح بربط أي ضوء تكتيكي متوافق مع السكك الحديدية بحجم مناسب. هناك أنظمة تثبيت أخرى عبارة عن مشابك بسيطة، مصممة لتركيب معظم الأضواء الأسطوانية بشكل موازٍ لبراميل معظم الأسلحة النارية. إن استخدام ضوء الأشعة تحت الحمراء مع نظارات الرؤية الليلية يمكن أن يخفف من القلق بشأن الكشف عن المستخدم، طالما أن الهدف يفتقر إلى الرؤية الليلية. كما أن التخفيف جزئيًا من هذه المخاطر المرتبطة بالضوء التكتيكي المرئي هو قدرة مستخدم الضوء التكتيكي على تعطيل الرؤية الليلية للهدف مؤقتًا.

## عامل الشكل القياسي وحافظات تحمل خفيفة
في معظم حافظات المسدسات، يتم تثبيت السلاح الناري في الحافظة عبر واقي الزناد ، إما عن طريق آلية قفل أو ببساطة عن طريق أن يكون الحافظة محكمة بعض الشيء في تلك المنطقة وتمسك السلاح الناري أو تنقره في مكانه. ومع ذلك، في المسدسات المزودة بأضواء، غالبًا ما يكون من غير الممكن صنع جراب يحمل السلاح الناري بواسطة واقي الزناد، وبالتالي فإن معظم هذه الجرابات تحافظ على السلاح الناري بقوة عن طريق الضوء.  وعلى هذا النحو، لا ينبغي تصنيع حافظات حمل الضوء الجاهزة للاستخدام لنموذج مسدس محدد فحسب، بل أيضًا لضوء محدد، أو على الأقل لضوء يشترك في نفس عامل الشكل أو نفس عامل الشكل تقريبًا. ومن الأمثلة على ذلك سلسلة الطرازات Surefire 300 و400، والتي احتفظت بنفس عامل الشكل على الرغم من تلقي العديد من التعديلات بمرور الوقت. تتيح أضواء المسدس التي تشترك في نفس عامل الشكل إمكانية ترقية الأضواء إلى نماذج أحدث والاستمرار في استخدام الحافظات القديمة، فضلاً عن تقديم دعم أفضل لما بعد البيع للحافظات. يمكن لبعض الحافظات استيعاب أنواع مختلفة من الأضواء بأمان.

## مميزات الإضاءة
نظرًا لأن الأضواء التكتيكية مخصصة للاستخدام في المواقف التي من المرجح أن يتم فيها استخدام القوة المميتة، فإن الموثوقية مهمة.

### بطارية
تُستخدم بطاريات الليثيوم الأساسية عادةً مع الأضواء التكتيكية، وذلك بسبب عمرها الافتراضي الطويل، والطاقة النوعية العالية، والتناقص التدريجي للجهد على مدار عمر البطارية. تتميز البطاريات القلوية أيضًا بعمر تخزين طويل إلى حد ما وتكلفة أولية منخفضة. في الأضواء القوية ذات استهلاك التيار المرتفع، تؤدي المقاومة الداخلية العالية للخلايا القلوية إلى انخفاض السعة الفعالة. ومع زيادة معدل التفريغ، يتم هدر نسبة أكبر من طاقة الخلايا في مقاومتها الداخلية. بسبب مقاومتها الداخلية المنخفضة، غالبًا ما تكون بطاريات الليثيوم هي الخلية الأساسية المفضلة عندما يكون هناك حاجة إلى معدل تفريغ مرتفع نسبيًا للسعة الاسمية . وستوفر خلايا الليثيوم أيضًا أداءً أفضل في الطقس البارد من الخلايا القلوية. تكون خلايا الليثيوم عالية الجودة أقل عرضة لتسرب الإلكتروليت من الخلايا القلوية.
تُعد البطاريات القابلة لإعادة الشحن، مثلبطارية النيكلو بطارية النيكل وكادميوم خيارات اقتصادية للأضواء ذات الاستخدام الكثيف. يؤدي فقدان السعة السريع مقارنة بالبطاريات القلوية وبطاريات الليثيوم إلى الحد من استخدام الخلايا القابلة لإعادة الشحن للإضاءة ذات الاستخدام المتكرر. مع بطارية ليثيوم أيون أو بطاريةالنيكل ذات التفريغ الذاتي المنخفض ، يتم إطالة عمر البطارية القابلة لإعادة الشحن. تتضمن العديد من النماذج الجديدة من المصابيح التكتيكية القدرة على إعادة الشحن من خلال كابل USB.

### اللمبة
تُختار المصابيح بناءً على إخراج الضوء المطلوب وعمر البطارية. بشكل عام، تُستخدم المصابيح عالية الأداء، مثل مصابيح زينون أو مصابيح ثنائية باعثة للضوء عالية الطاقة. توفر هذه المصابيح أقصى عمر للبطارية بسبب كفاءتها في استخدام الطاقة، وقد أدت تقنية العقد الأول من القرن الحادي والعشرين إلى زيادة إنتاج الضوء من هذه المصابيح بشكل كبير. في وقت ما، كانت مصابيح الزينون توفر أعلى مستويات الضوء، ولكن المصابيح ثنائية الضوء عالية الطاقة الحديثة أصبحت أكثر سطوعًا وأكثر كفاءة من مصابيح الزينون المتوهجة المماثلة. الأهم من ذلك كله، أن هذه المصابيح لا تتعرض لكسر الخيوط بسبب ارتداد طلقة السلاح الناري. لقد أدت التطورات الأخيرة في المصابيح البيضاء عالية الإضاءة وعالية الكفاءة إلى موجة من الأضواء التكتيكية الأكثر سطوعًا وكفاءة في استخدام الطاقة.

### أنواع الإضاءة
يمكن تزويد الأضواء التكتيكية بعدسات لإنتاج ألوان معينة، وتوفر الأضواء الملونة أو المرشحات المرونة لأغراض مختلفة. الأضواء الحمراء هي الأفضل للحفاظ على الرؤية الليلية لضباط إنفاذ القانون، بسبب تأثيرها الضئيل على الخلايا العصوية في العين، في حين يوفر الضوء الأزرق تباينًا عاليًا لاكتشاف الدم. الضوء في طيف الأشعة تحت الحمراء مرئي فقط من خلال أجهزة الرؤية الليلية، مما يسمح للمشغل بالرؤية بوضوح مع تقليل الرؤية لأولئك غير المجهزين بمعدات الرؤية الليلية. يتم في بعض الأحيان دمج الأضواء التكتيكية مع الليزر لتشكيل وحدة متعددة الوظائف، قادرة على توفير الاستهداف في الإضاءة المنخفضة، أو الإضاءة، أو كليهما.